# Herb Gogolina
Herb Gogolina – jeden z symboli miasta Gogolin i gminy Gogolin w postaci herbu.

## Wygląd i symbolika
Herb przedstawia na czerwonej tarczy biały piec wapienny, po jego bokach dwa kłosy zboża, a na tle pieca biały pomnik Karolinki i Karlika – postaci znanych z ludowej pieśni Poszła Karolinka do Gogolina, będącej również hymnem miasta.
Piec wapienny symbolizuje przemysł wapienniczy, będący jednym z czynników rozwoju miasta. Kłosy oznaczają gospodarność i dostatek rolniczych okolic Gogolina.
Całość zawarta jest na czerwonym tle w połączeniu z kolorem białym i żółtym, które również pełnią symboliczną rolę i które w bezpośrednim przełożeniu znajdują swoje odzwierciedlenie na fladze miasta.

## Historia
Herb miejski w obecnej postaci jest używany od 1987.